# Episodi di Fred Astaire (prima stagione)
La prima stagione della serie televisiva Fred Astaire (Alcoa Premiere) è andata in onda negli Stati Uniti dal 10 ottobre 1961 al 1962 sulla ABC.
| nº | Titolo originale                    | Prima TV USA     | Titolo italiano           | Prima TV Italia |
| -- | ----------------------------------- | ---------------- | ------------------------- | --------------- |
| 1  | People Need People                  | 10 ottobre 1961  |                           |                 |
| 2  | The Fugitive Eye                    | 17 ottobre 1961  | Un irriducibile irlandese |                 |
| 3  | The Fortress                        | 24 ottobre 1961  |                           |                 |
| 4  | Moment of Decision                  | 7 novembre 1961  |                           |                 |
| 5  | Family Outing                       | 14 novembre 1961 |                           |                 |
| 6  | The Witch Next Door                 | 28 novembre 1961 |                           |                 |
| 7  | The Breaking Point                  | 5 dicembre 1961  |                           |                 |
| 8  | Delbert, Texas                      | 12 dicembre 1961 |                           |                 |
| 9  | The End of a World                  | 19 dicembre 1961 |                           |                 |
| 10 | The Cake Baker                      | 2 gennaio 1962   |                           |                 |
| 11 | Pattern of Guilt                    | 9 gennaio 1962   |                           |                 |
| 12 | The Hour of the Bath                | 16 gennaio 1962  |                           |                 |
| 13 | The Jail                            | 6 febbraio 1962  |                           |                 |
| 14 | Mr. Easy                            | 13 febbraio 1962 |                           |                 |
| 15 | The Man with the Shine on His Shoes | 20 febbraio 1962 |                           |                 |
| 16 | The Doctor                          | 27 febbraio 1962 |                           |                 |
| 17 | Of This Time, of This Place         | 6 marzo 1962     |                           |                 |
| 18 | Second Chance                       | 13 marzo 1962    |                           |                 |
| 19 | The Tiger                           | 20 marzo 1962    |                           |                 |
| 20 | Seven Against the Sea               | 3 aprile 1962    |                           |                 |
| 21 | The Very Custom Special             | 10 aprile 1962   |                           |                 |
| 22 | All My Clients Are Innocent         | 17 aprile 1962   |                           |                 |
| 23 | The Rules of the Game               | 1º maggio 1962   |                           |                 |
| 24 | Once a Bachelor                     | 8 maggio 1962    |                           |                 |
| 25 | Cry Out in Silence                  | 15 maggio 1962   |                           |                 |
| 26 | A Place to Hide                     | 22 maggio 1962   |                           |                 |
| 27 | The Boy Who Wasn't Wanted           | 5 giugno 1962    |                           |                 |
| 28 | It Takes a Thief                    | 19 giugno 1962   |                           |                 |
| 29 | The Time of the Tonsils             | 25 giugno 1962   |                           |                 |
| 30 | Omaha Beach Plus 15                 | 4 gennaio 1960   |                           |                 |
| 33 | Episodio 1x33                       | ?                |                           |                 |

## People Need People
- Prima televisiva: 10 ottobre 1961

### Trama
- Guest star: Paul Sand (Prowler), Bert Remsen (Burkhardt), John Alderman (Wheeler), Jocelyn Brando (infermiera Slater), Paul Comi (Wyatt), Russ Conway (Psychologist), Keir Dullea (Maples), Joey Forman (Kroner), Wesley Gale (Venske), James Gregory (Driscoll), Arthur Kennedy (dottor Harry Wilmer), John Lasell (Pennock), Lee Marvin (Hughes), Ralph Reed (Hanson), Katherine Squire (infermiera Harrington)

## Un irriducibile irlandese
- Titolo originale: The Fugitive Eye
- Prima televisiva: 17 ottobre 1961

### Trama
- Guest star: Jennifer Raine (Elizabeth), Hilda Plowright (Vicar), Elizabeth Allen (infermiera), Irvin Ashkenazy (Hatchet-faced Man), Colin Campbell (Englishman), Leo G. Carroll (Welch), Brendan Dillon (ufficiale), Charlton Heston (Paul Malone), Kendrick Huxham (Vicar), Jack Livesey (Graves), Ronald Long (ispettore Prayle), Laurie Main (sergente Hadley), Read Morgan (American), William O'Connell (moglie di Private Benson), Michel Petit (ragazzo), George Whiteman (Plump Man)

## The Fortress
- Prima televisiva: 24 ottobre 1961

### Trama
- Guest star: James Shigeta (capitano), Amy Fields (Ruth Brown), Philip Ahn (Chinese Major), Lloyd Bridges (tenente Wallace Brown), Roy Nelson (Baby Boy)

## Moment of Decision
- Prima televisiva: 7 novembre 1961

### Trama
- Guest star: Gil Perkins (conducente), Leo Needham (guardia), Harry Townes (Hugh Lozier), Oliver McGowan (dottor Lockridge), Cathleen Cordell (Mrs. Lockridge), Connie Gilchrist (Emma), Jonathan Hole (Elliott), Katherine Henryk (Molly), Maureen O'Sullivan (padre di Elizabeth Lozier)

## Family Outing
- Prima televisiva: 14 novembre 1961

### Trama
- Guest star: Nancy Olson (Amber Baring), Lin McCarthy (capitano Lewis Baring), Michael Burns (Chip Baring), Tom Service (Bill Quinn)

## The Witch Next Door
- Prima televisiva: 28 novembre 1961

### Trama
- Guest star: Mary LaRoche (Helen Collins), Warren J. Kemmerling (Unsympathetic Neighbor), Susan Gordon (Julie Collins), James Whitmore (Fred Collins)

## The Breaking Point
- Prima televisiva: 5 dicembre 1961

### Trama
- Guest star: Brian Keith (sergente Dave Temple), Brad Dexter (Charles Bowers), Joseph Bernard (sergente di polizia), Mary Murphy (Angie Palmer)

## Delbert, Texas
- Prima televisiva: 12 dicembre 1961

### Trama
- Guest star: Jan Stine (Doyle Price), Hank Patterson (Bates), Brett King (Howie), Med Flory (Miller), Florence MacMichael (Ruth Willoughby), David Wayne (Frank Willoughby)

## The End of a World
- Prima televisiva: 19 dicembre 1961

### Trama
- Guest star: Mildred Trares (Ann), Andrew Prine (Gavril Princip), Ralph Clanton (Von Karlbeck), Gary Clarke (Trisko), Frank DeKova (Gavril), Robert Ellenstein (colonnello Dimitrievich), Alex Gerry (Emperor), Jack Greening (Steward), Russell Johnson (Major), Robert Loggia (Archduke Ferdinand of Austria-Hungary), Steven Marlo (Danilo), Jenö Mate (poliziotto), Fintan Meyler (Sophie), Than Wyenn (Peasant)

## The Cake Baker
- Prima televisiva: 2 gennaio 1962

### Trama
- Guest star: Marjorie Reynolds (Eleanor), Ed Nelson (Mr. Norman), Pamela Duncan (Mrs. Lawrence), Debbie Joyce (Jenny), Helen Kleeb (Mrs. Myerson), Shelley Winters (Millie Norman)

## Pattern of Guilt
- Prima televisiva: 9 gennaio 1962

### Trama
- Guest star: Lucy Prentis (Faye Briscoe), Joanna Moore (Elaine Briscoe), Howard Caine (Higbee), Olive Carey (Nettie Swanson), Rex Holman (Kawalik), Myron McCormick (tenente Gonzales), Ray Milland (Keith Briscoe), Harlan Warde (Walker)

## The Hour of the Bath
- Prima televisiva: 16 gennaio 1962

### Trama
- Guest star: Yuki Shimoda (Ti Rong), BarBara Luna (Beky), Viraj Amonsin (Viet Cong Leader), Harold Fong (Nam Quang Hok), Robert Fuller (Henry Detweiler), Kam Tong (Lu Ding)

## The Jail
- Prima televisiva: 6 febbraio 1962

### Trama
- Guest star: Barry Morse (guardia), Noah Keen (Peters), Bettye Ackerman (Ellen), James Barton (Hobbs), John Gavin (William Fortnum), Robert Sampson (dottor Bernard)

## Mr. Easy
- Prima televisiva: 13 febbraio 1962

### Trama
- Guest star: Howard Wendell (generale Mooney), Fredd Wayne (Ted Morley), Joanna Barnes (Sylvia Dorn), Marjorie Bennett (Matron), Brian Elliott (George), Harold Fong (Henry), Paul Keast (Huxley), Carlyle Mitchell (Kettering), George Petrie (Phil Millard), Walter Reed (Cassidy), Olan Soule (Morton), Irene Tedrow (Miss Cooper), Bill Walker (Smith), David White (Mr. Tucker)

## The Man with the Shine on His Shoes
- Prima televisiva: 20 febbraio 1962

### Trama
- Guest star: Peter Helm (Jimmy McKittrick), Bill Giorgio (George), Crahan Denton (McKittrick), True Ellison (Miss Gardner), Henry Hull (Robert Bruce Maclean)

## The Doctor
- Prima televisiva: 27 febbraio 1962

### Trama
- Guest star: Cloris Leachman (Meg Bent), Richard Kiley (dottor Jonathan Bent), Don Keefer (Bob Page), Ken Lynch (Harry Sims)

## Of This Time, of This Place
- Prima televisiva: 6 marzo 1962

### Trama
- Guest star: Bartlett Robinson (dottore), Bart Patton (Haskell), Burt Brinckerhoff (Ferdinand R. Tertan), Jamie Brothers (Casebeer), Paul Carr (Blackburn), Paul Comi (Allison), Jason Evers (professore Joseph Howe), Alice Frost (Miss Marks), Nancy Hadley (Mary Howe), Stephanie Hill (Marsha), Barbara Jean Hunter (Hilda), Henry Jones (Dean Baker), Stefan Schnabel (padre)

## Second Chance
- Prima televisiva: 13 marzo 1962

### Trama
- Guest star: Ethan Laidlaw (Rodeo Spectator), Jim Hayward (Hot Dog Vendor), Earl Holliman (Mitch Guthrie), Andrew Prine (Andy Guthrie), Cliff Robertson (Hoby Dunlap), Jacqueline Scott (Oralee Dunlap), John Anderson (Heber Gresham), Roger Mobley (Lonnie Dunlap), Russell Thorson (Committeeman), Don 'Red' Barry (Wes Holbrook), Jim Bannon (George Hargis), Will J. White (1st Hand), Don Wilbanks (2nd Hand), Montie Montana (3rd Hand), Roy Barcroft (Texan), Hillary Yates (receptionist), Cicely Walper (Mrs. Widgery)

## The Tiger
- Prima televisiva: 20 marzo 1962

### Trama
- Guest star: Brian Parker (constable), Gary Merrill (Jim Hunter), Pamela Brown (Miss Plum), Pauline Challoner (Pamela), Keir Dullea (Linc Ketterman), Barbara Eiler (Shirley Hunter), Elspeth March (Mrs. Murphy), Roberta Shore (Leona Hunter)

## Seven Against the Sea
- Prima televisiva: 3 aprile 1962

### Trama
- Guest star: Gary Vinson (Christy Christopher), Juan Hernández (Crew Member), Ernest Borgnine (MacHale), William Bramley (Bosun Gallagher), Ron Foster (tenente Durham), Steve Harris (Plumber Harris), Bobby Wright (Willy Moss)

## The Very Custom Special
- Prima televisiva: 10 aprile 1962

### Trama
- Guest star: Gordon Richards (Butler), J. Pat O'Malley (J.B. Marshall), True Ellison (Marilyn Marshall), Dabbs Greer (Herb Raymond), Lou Krugman (Manny), Robert Strauss (Johnny)

## All My Clients Are Innocent
- Prima televisiva: 17 aprile 1962

### Trama
- Guest star: Barry Morse (Max McIntyre), Vic Morrow (Carl Balderson), Mari Aldon (Martha), Lillian Bronson (infermiera), Richard Davalos (Alan Michaels), Robert Dugan (ufficiale pubblico), Arthur Hanson (Assistant DA), Joan Staley (Cora Pierson)

## The Rules of the Game
- Prima televisiva: 1º maggio 1962

### Trama
- Guest star: Edgar Stehli (Benton), Hugh O'Brian (Miles Hadley), Anne Barton (Mrs. Miller), Richard Carlyle (Bryce), Robert Colbert (Fred Walton), John Harmon (Bryant), Bethel Leslie (Julie Wakeman), Roland Winters (Granby)

## Once a Bachelor
- Prima televisiva: 8 maggio 1962

### Trama
- Guest star: Bill Bixby

## Cry Out in Silence
- Prima televisiva: 15 maggio 1962

### Trama
- Guest star: John McGiver (Tyler), Dayton Lummis (Torvald), Philip Bourneuf (dottor Rand), Celeste Holm (Laura Bennett), David McLean (David)

## A Place to Hide
- Prima televisiva: 22 maggio 1962

### Trama
- Guest star: Paul Langton (Sullivan), Joan Hackett (Sue Wilson), Frank Ferguson (Enos Bannon), Dean Stockwell (Clay Bannon)

## The Boy Who Wasn't Wanted
- Prima televisiva: 5 giugno 1962

### Trama
- Guest star: Frank Sully (camionista), Ed Peck (James Donner), Dana Andrews (Pat Barrat), Marilyn Erskine (Celia Barrat), Thomas Browne Henry (giudice Whittaker), S. John Launer (dottor Benson), Barbara Loden (Betty Johnson), Bill Mumy (Skipper), Katherine Warren (Mrs. Handley)

## It Takes a Thief
- Prima televisiva: 19 giugno 1962

### Trama
- Guest star: Constance Ford (Rose Shelton), Christopher Dark (sergente Elm), Edward Andrews (Frank Shelton), Quinn K. Redeker (detective Ravoli)

## The Time of the Tonsils
- Prima televisiva: 25 giugno 1962

### Trama
- Guest star: Butch Patrick (Wesley), Howard McNear (Charles Bennett), Eddie Albert (Mark Evans), Johnny Bangert, Francis De Sales (Ford), Peter Helm (Tom), Johnny Marshall (Douglas), Virginia Vincent (Maggie)

## Omaha Beach Plus 15
- Prima televisiva: 4 gennaio 1960

### Trama
- Guest star: Willard Sage (maggiore Ralph Phillips), Cameron Mitchell (Larry Morris), Joe Mantell (Joe Gardella), Jacqueline Scott (Helen Morris)

## Episodio 1x33
- Prima televisiva: ?

### Trama
- Guest star: